# Basílica de Nossa Senhora do Rosário

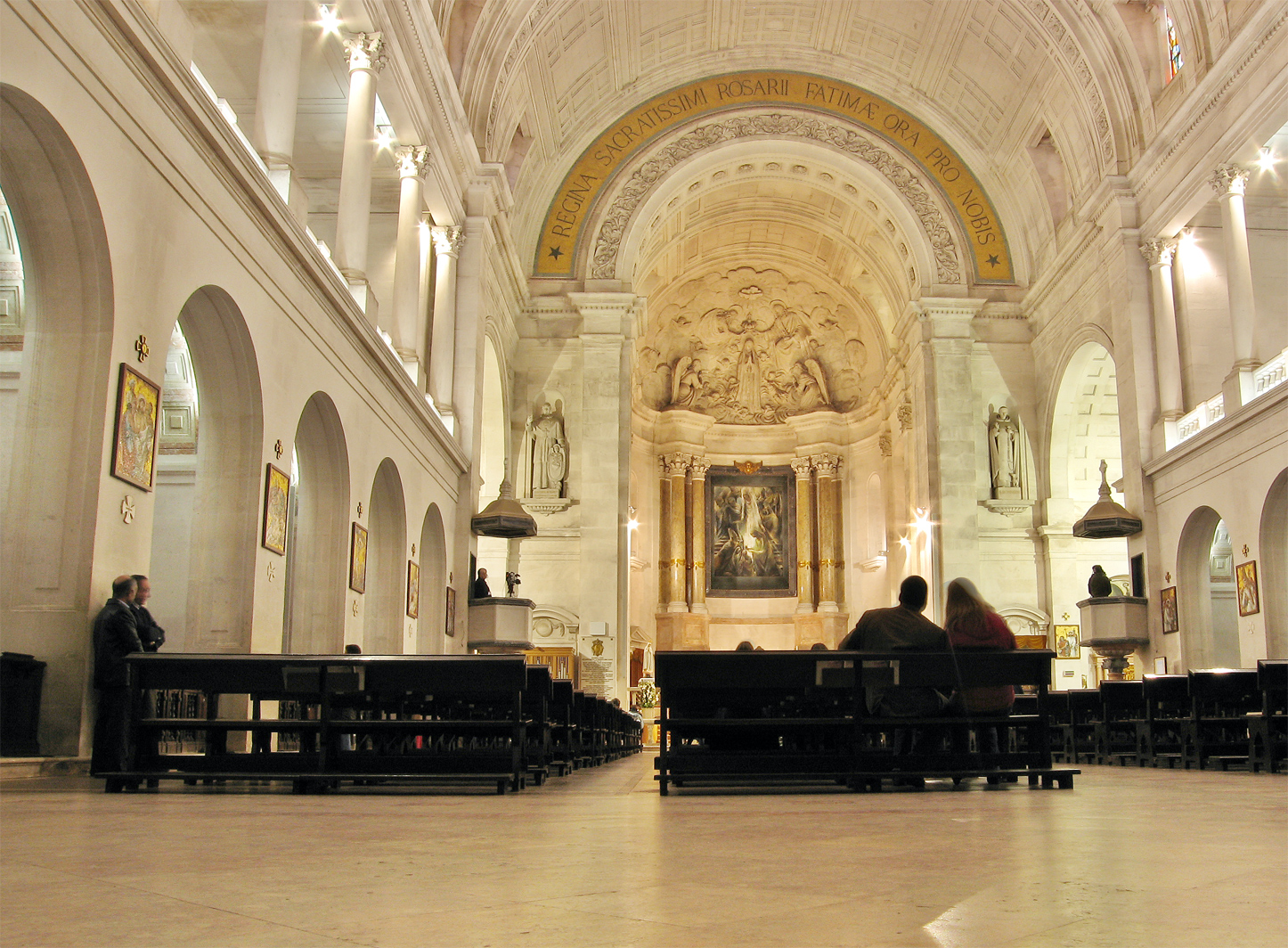
Interior da Basílica de Nossa Senhora do Rosário.

A Basílica de Nossa Senhora do Rosário (chamada comummente de Basílica do Rosário) é uma basílica que integra o Santuário de Fátima, situado no lugar da Cova da Iria, em Fátima, no concelho de Ourém, em Portugal.
A Basílica do Rosário começou a ser construída em 1928, em estilo neo-barroco, segundo um projecto do arquitecto neerlandês Gerardus Samuel van Krieken. Ergue-se no local onde os Pastorinhos brincavam a fazer uma pequena parede de pedras quando viram o clarão que os fez pensar ser uma trovoada, em 13 de Maio de 1917. A primeira pedra foi benzida pelo Arcebispo de Évora, D.Manuel da Conceição Santos, em 1928, tendo a sagração ocorrido em 7 de Outubro de 1953. Em 1954 foi-lhe concedido o título de Basílica Menor, pelo Papa Pio XII.
O edifício, que mede 70,5 metros de comprimento e 37 de largura, foi construído totalmente com pedra da região (lugar do Moimento) e os altares são de mármore de Estremoz, de Pero Pinheiro e de Fátima.
À frente da Basílica do Rosário foi instalada uma grande tribuna, com altar, presidência, ambão e bancos para os concelebrantes.
A torre sineira tem 65 m de altura, sendo rematada por uma coroa de bronze de 7000 kg, construída na fundição do Bolhão, Porto, encimada por uma cruz, iluminada durante a noite.
O carrilhão é composto por 62 sinos, fundidos e temperados em Fátima por Manuel Gonçalves. O sino maior pesa 3.000 kg e o badalo 90. O relógio é obra de Bento Rodrigues, de Braga. Os anjos da fachada, de mármore, são da autoria de Albano França.
No dia 13 de Maio de 1958, foi inaugurada uma grande estátua do Imaculado Coração de Maria esculpida pelo Pe. Thomas McGlynn sob indicação da Irmã Lúcia. Tem a altura de 4,73 m e pesa 13 toneladas. Esta imagem, oferta dos católicos americanos, evoca o conteúdo da mensagem referente à devoção ao Imaculado Coração de Maria, a que Nossa Senhora aludiu nas três primeiras aparições da Cova da Iria e nas aparições de Pontevedra: a devoção dos cinco primeiros sábados, a consagração da Rússia e o triunfo do seu Imaculado Coração. Em 13 de Junho de 1959 foi colocada no nicho da fachada da basílica.
À entrada da Basílica, por cima da porta principal, encontra-se um mosaico que representa a Santíssima Trindade a coroar Nossa Senhora. Foi executado nas oficinas do Vaticano e ali benzido pelo então Secretário de Estado, Cardeal Eugénio Paccelli, futuro Papa Pio XII.
O 15º mistério, um baixo-relevo de pedra, na ábside da capela-mor, representa a Santíssima Trindade a coroar Nossa Senhora. É da autoria de Maximiano Alves.
À entrada da Basílica, do lado direito, encontra-se a imagem de S. João Eudes, fundador da Congregação de Jesus e Maria (Eudistas) e da Congregação de Nossa Senhora da Caridade do Refúgio (também da autoria de Martinho de Brito). Do lado esquerdo, a estátua de Santo Estevão, primeiro rei da Hungria, coroado no ano 1000, que consagrou a sua nação a Nossa Senhora, da autoria de António do Amaral de Paiva.
Os túmulos dos irmãos Francisco Marto e Jacinta Marto, encontram-se respectivamente no extremo direito e esquerdo do transepto.
O templo tem duas sacristias, tendo uma sido convertida em lugar de culto, com o nome de Capela de São José.
Cada um dos 14 altares laterais representa um mistério do Rosário, os baixos-relevos dourados, aí colocados são da autoria do então Jovem Escultor Martinho de Brito. A coroação de Nossa Senhora de Fátima, em 13 de Maio de 1946, e o encerramento do Ano Santo, em 13 de Outubro de 1951, são evocados em duas lápides, à entrada da capela-mor.
O arco cruzeiro ostenta, em toda a volta, um mosaico, onde se lê Regina Sacratissimi Rosarii Fatimae ora pro nobis.
Do lado direito da capela-mor, encontra-se a estátua de São Domingos de Gusmão, o grande apóstolo do rosário no século XIII (autoria de Maria Amélia Carvalheira da silva). Do lado esquerdo, Santo António Maria Claret, fundador da Congregação dos Missionários do Coração de Maria (da autoria de Martinho de Brito).
Por detrás da balaustrada, encontra-se uma imagem de Nossa Senhora de Fátima. Ao centro, um grande altar de pedra com frontal de prata, representando a Última Ceia de Cristo. Da mesma pedra do altar são feitos o ambão, a peanha da imagem de Nossa Senhora e as cadeiras da presidência.  O quadro do retábulo representa a Mensagem de Nossa Senhora que desce, em forma de luz e de paz, ao encontro dos videntes, preparados pelo Anjo. Da autoria do Arq. João de Sousa Araújo. No canto superior direito, figuram os papas Pio XII, João XXIII e Paulo VI. Do lado oposto, três anjos.
Os vitrais da capela-mor representam os quatro evangelistas, a aparição do Anjo, uma cena da vida dos pastorinhos, e aspectos da Cova da Iria em dia de peregrinação. São da autoria do Arq. João de Sousa Araújo.